# Maria Königin (Wittingen)

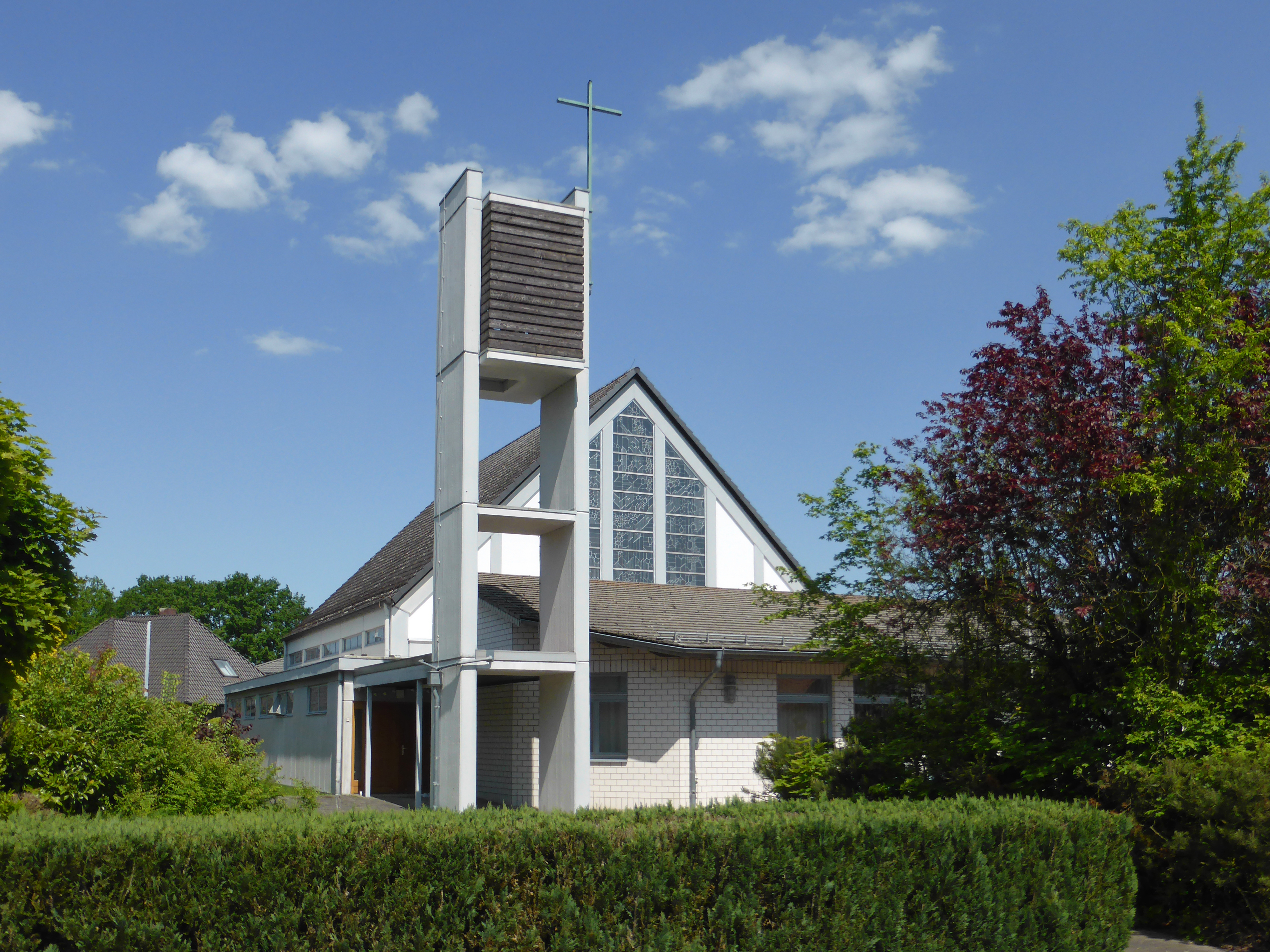
Außenansicht

Die Kirche Maria Königin, auch kurz St. Marien genannt, ist die katholische Kirche in Wittingen, einer Stadt im Nordosten des Landkreises Gifhorn in Niedersachsen. Die nach dem Marientitel Maria Königin benannte Kirche ist die Pfarrkirche der Pfarrei St. Marien, und die nördlichste Kirche im Dekanat Wolfsburg–Helmstedt des Bistums Hildesheim.

## Geschichte
Mit der Einführung der Reformation im 16. Jahrhundert wurden die Bevölkerung und die St.-Stephanus-Kirche in Wittingen evangelisch-lutherisch.
Erst in den 1930er Jahren wurde wieder gelegentlich, von St. Bernward in Gifhorn aus, katholischer Gottesdienst in Wittingen gehalten. Einen eigenen ortsansässigen katholischen Geistlichen bekam Wittingen erst nach dem Zweiten Weltkrieg. 1946 entstand in Wittingen eine katholische Kirchengemeinde, ihre Gottesdienste fanden zunächst in gemieteten Räumen statt.

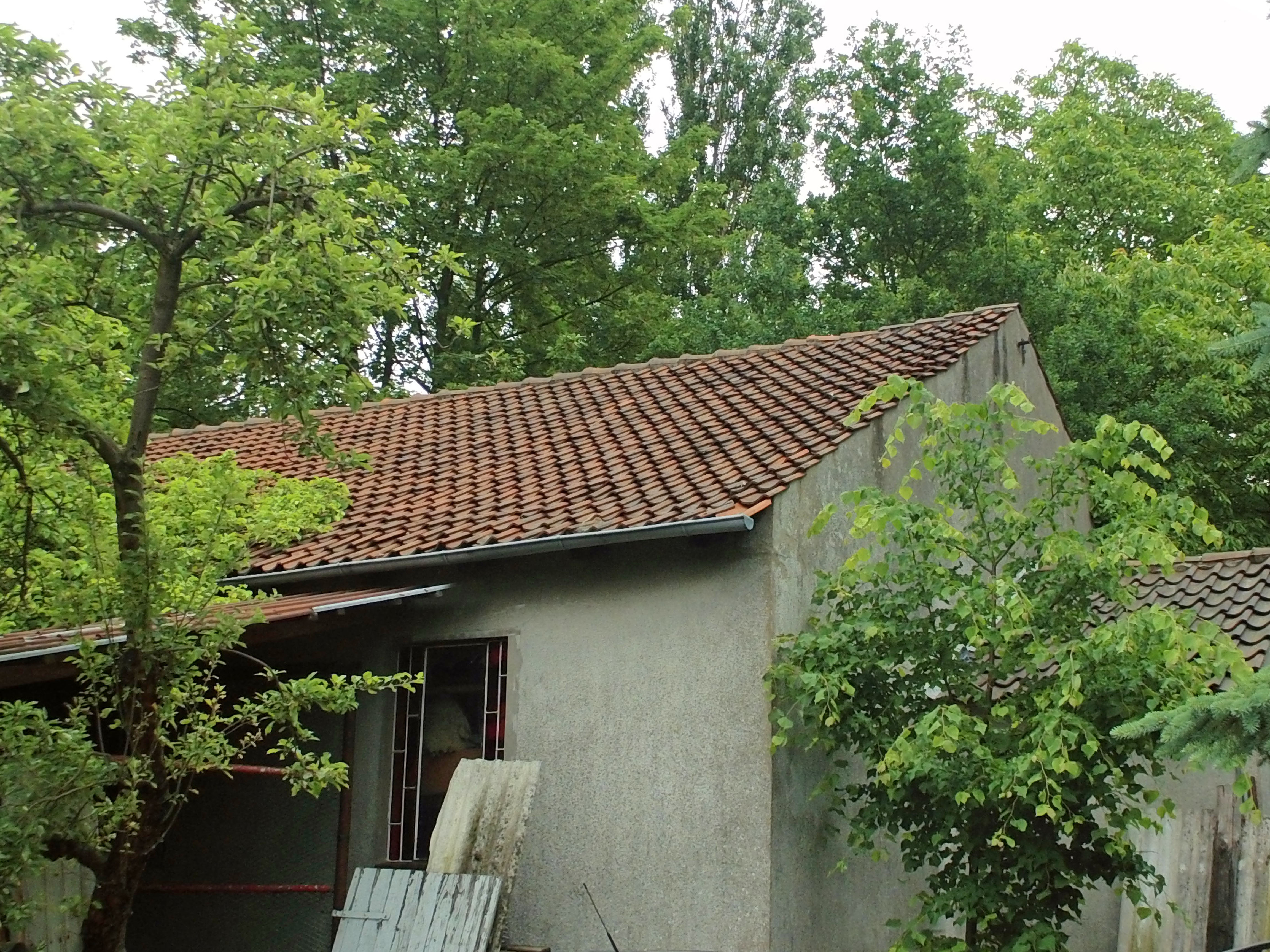
Teilansicht der ehemaligen Notkirche (2014)

1953 wurde in der Celler Straße 12, durch Umbau einer Industriehalle, eine Notkirche errichtet, bereits unter dem Patrozinium „St. Maria Königin“. Am 28. November 1954 erfolgte ihre Benediktion. Am 1. August 1956 wurde die Kirchengemeinde Wittingen errichtet.

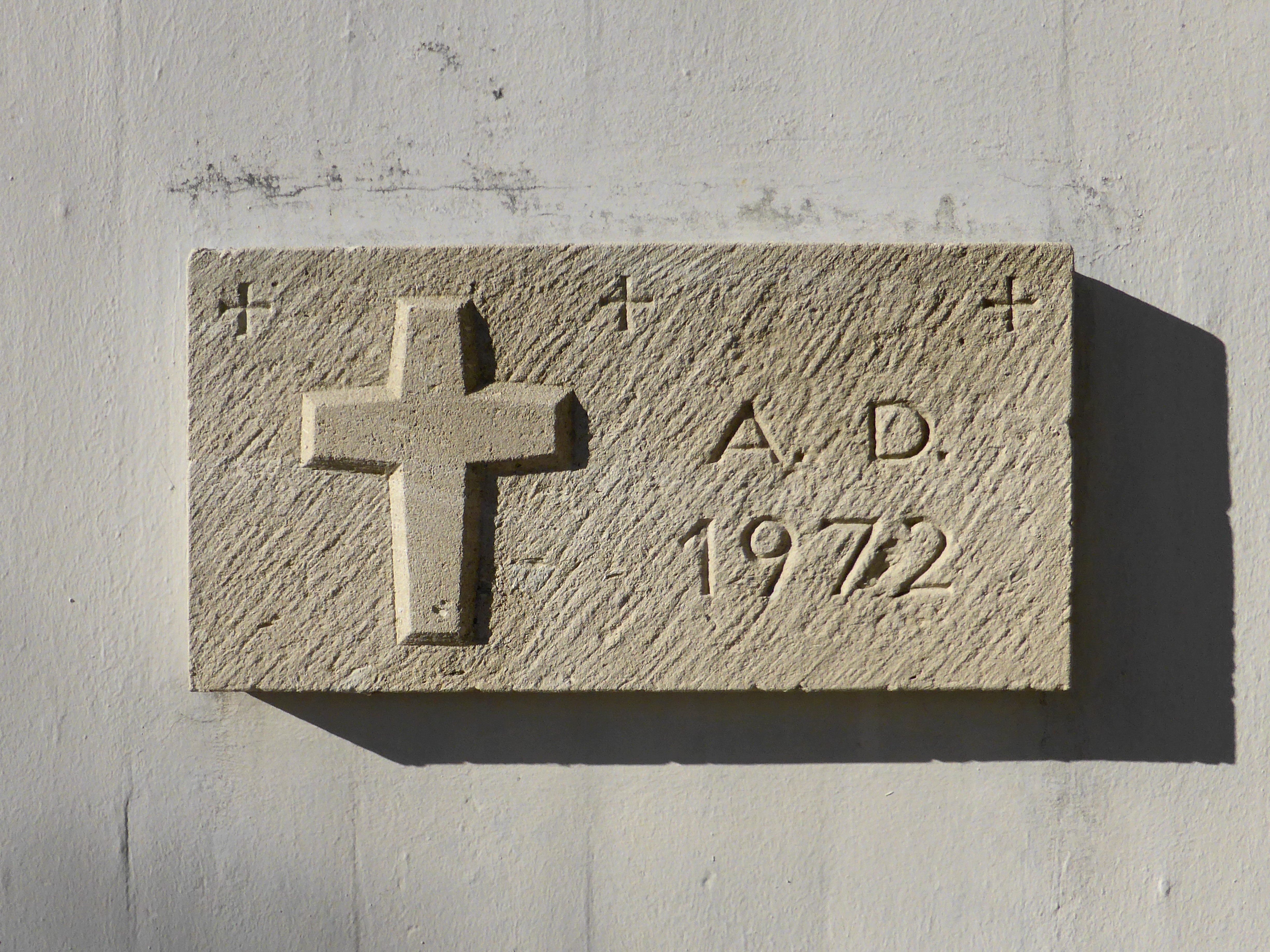
Grundstein

Am 26. März 1972 (Palmsonntag) erfolgte die Grundsteinlegung für die heutige Kirche durch Generalvikar Adalbert Sendker (1912–1993). Damals war Alois Frölich Pastor der Wittinger Kirchengemeinde, zu der etwa 850 Mitglieder gehörten. Davon kamen etwa 500 Katholiken aus dem damaligen Stadtgebiet von Wittingen und etwa 350 Katholiken aus 43 umliegenden Ortschaften. Am 26. November 1972, dem Christkönigsfest, folgte die Benediktion der Kirche durch Bischof Heinrich Maria Janssen. Am 1. Oktober 1980 wurde die Kirchengemeinde Wittingen zur Pfarrei erhoben. 2002 wurden die an der Vorderseite der Kirche befindlichen Gemeinderäume durch einen Anbau vergrößert.
Seit dem 1. November 2006 gehört zur Pfarrei Wittingen auch die Kirche Mariä Himmelfahrt in Wesendorf. Ebenfalls seit dem 1. November 2006 gehört die Kirche zum damals neu gebildeten Dekanat Wolfsburg–Helmstedt, zuvor gehörte sie zum Dekanat Wolfsburg.

## Architektur und Ausstattung

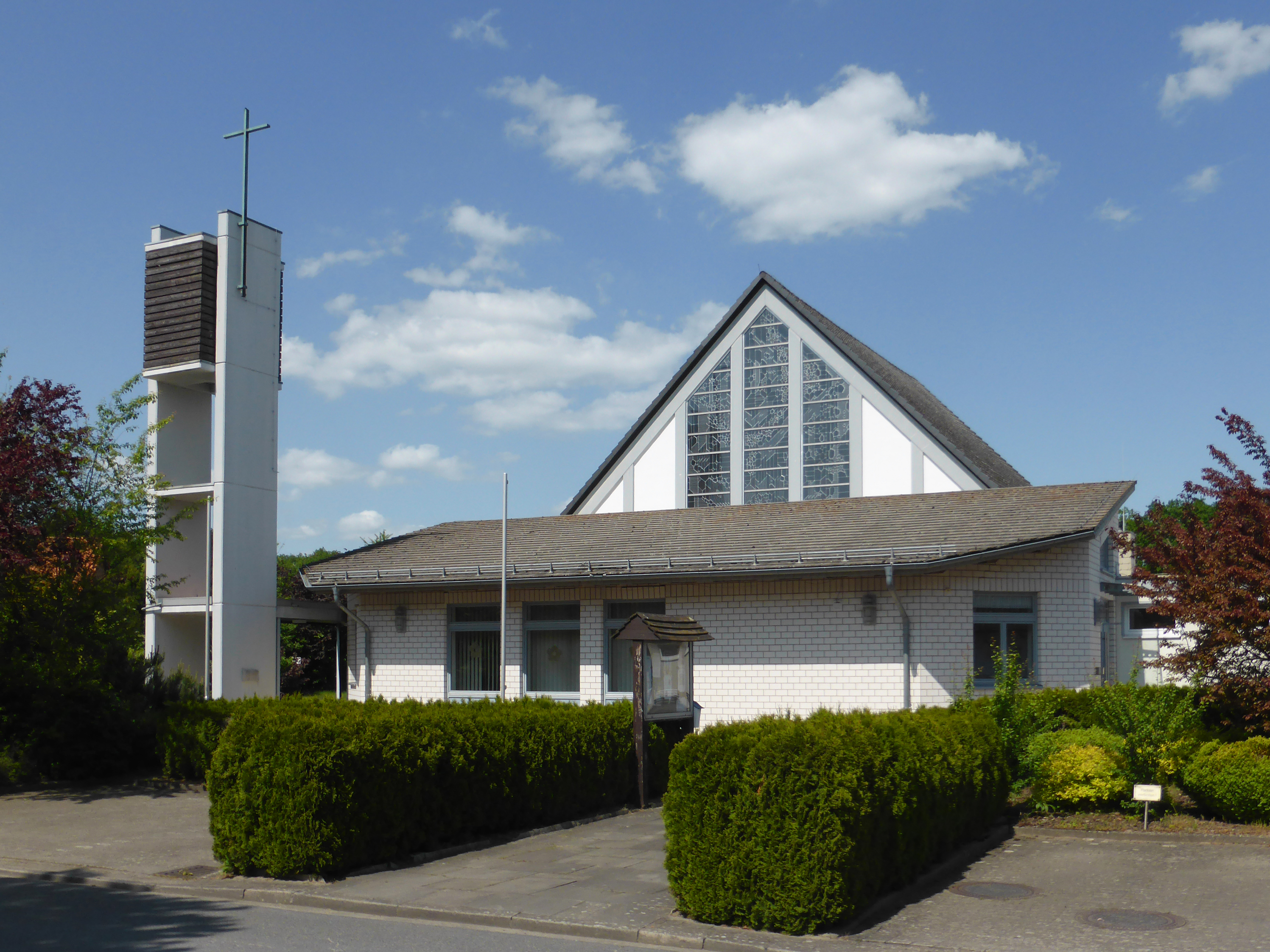
Außenansicht

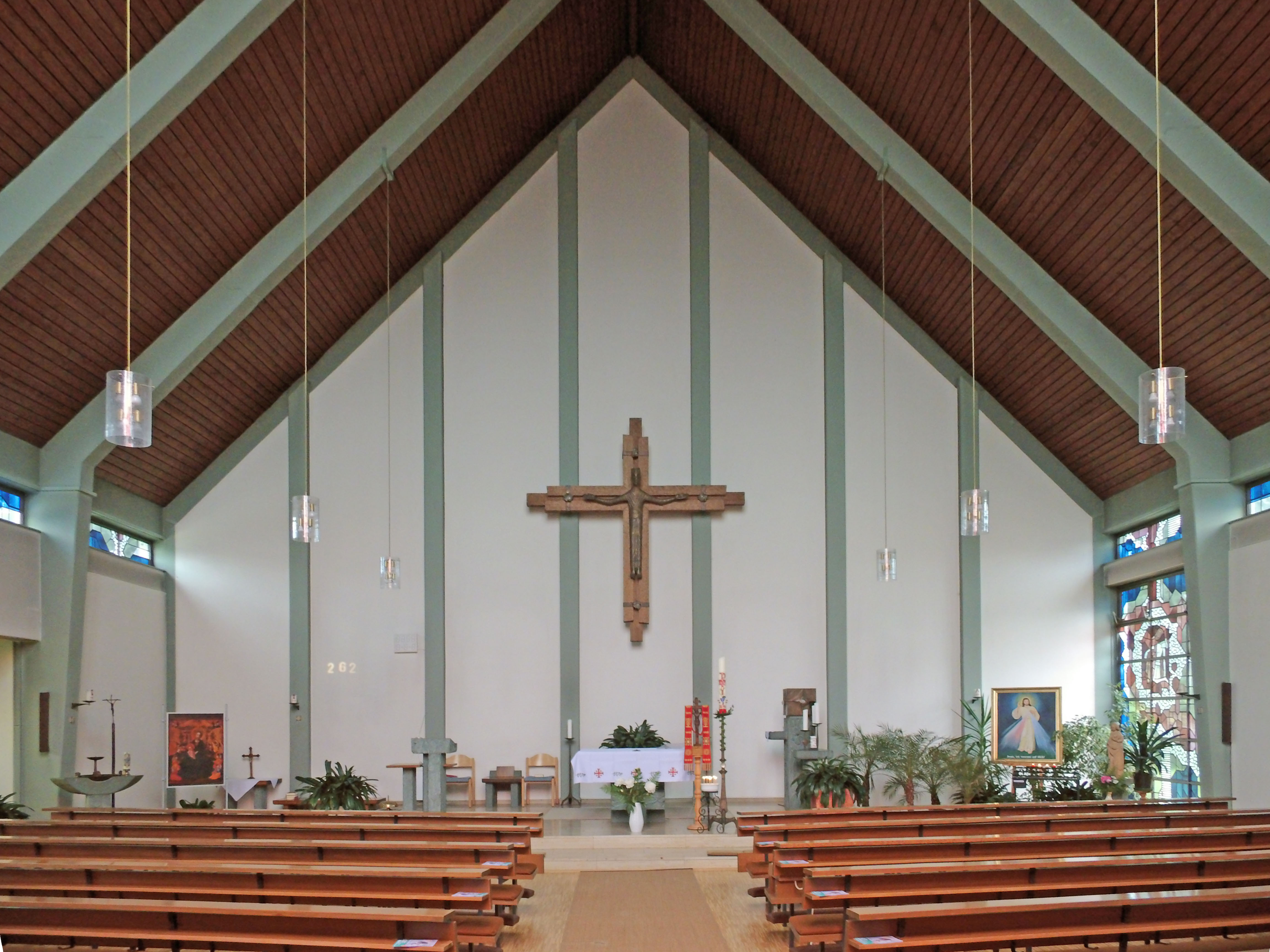
Innenansicht

Die Kirche steht auf dem Grundstück Schützenstraße 5, nordwestlich des Stadtzentrums von Wittingen. Sie wurde als Beton-Fertigteilkirche mit freistehendem Glockenturm nach Plänen von Josef Fehlig vom Diözesanbauamt des Bistums Hildesheim erbaut.
Von diesem Kirchentyp wurden im Bistum Hildesheim eine Reihe weiterer Kirchen erbaut, so 1969 in Altenwalde und Sudmerberg, 1970 in Dungelbeck, Meckelfeld und Poggenhagen, 1971 in Afferde, Hohegeiß, Luthe, Meine, Schwanewede und Winsen (Aller), 1972 in Gifhorn, Ronnenberg und Stederdorf, 1974 in Vorwerk, 1975 in Dransfeld, Münchehof und Rodenberg, und 1976 in Rhüden.
Die Wittinger Kirche befindet sich in rund 82 Meter Höhe über dem Meeresspiegel und verfügt über ungefähr 136 Sitzplätze. Die künstlerische Ausstattung übernahm 1972 Hanns Joachim Klug, die Bleiglasfenster entwarf im gleichen Jahr Josef Niehaus (Wessum). Die Rückwand des Altarraumes wird von einem Kruzifix dominiert. Zur Ausstattung gehören Statuen der Heiligen Maria, Josef von Nazaret und Christophorus. Ferner 14 Kreuzwegstationen, ein Jesusbild von der Göttlichen Barmherzigkeit und ein Taufbecken. Ein Beichtstuhl ist in eine Wand eingelassen.

### Orgel
Die Orgel wurde 1977 vom Unternehmen Gebrüder Hillebrand Orgelbau erbaut. Das Schleifladen-Instrument hat 12 Register auf zwei Manualen und Pedal.
| I Hauptwerk C–g3 |       |
| Rohrflöte        | 8′    |
| Prinzipal        | 4′    |
| Gedacktflöte     | 4′    |
| Waldflöte        | 2′    |
| Mixtur IV        | 1 ⁄3′ |

| II Brust-Schwellwerk C–g3 |    |
| Holzgedackt               | 8′ |
| Blockflöte                | 4′ |
| Prinzipal                 | 2′ |
| Terzian II.               |    |
| Zimbel III                |    |

| Pedal C–f1 |     |
| Subbaß     | 16′ |
| Prinzipal  | 8′  |